# Chimalma

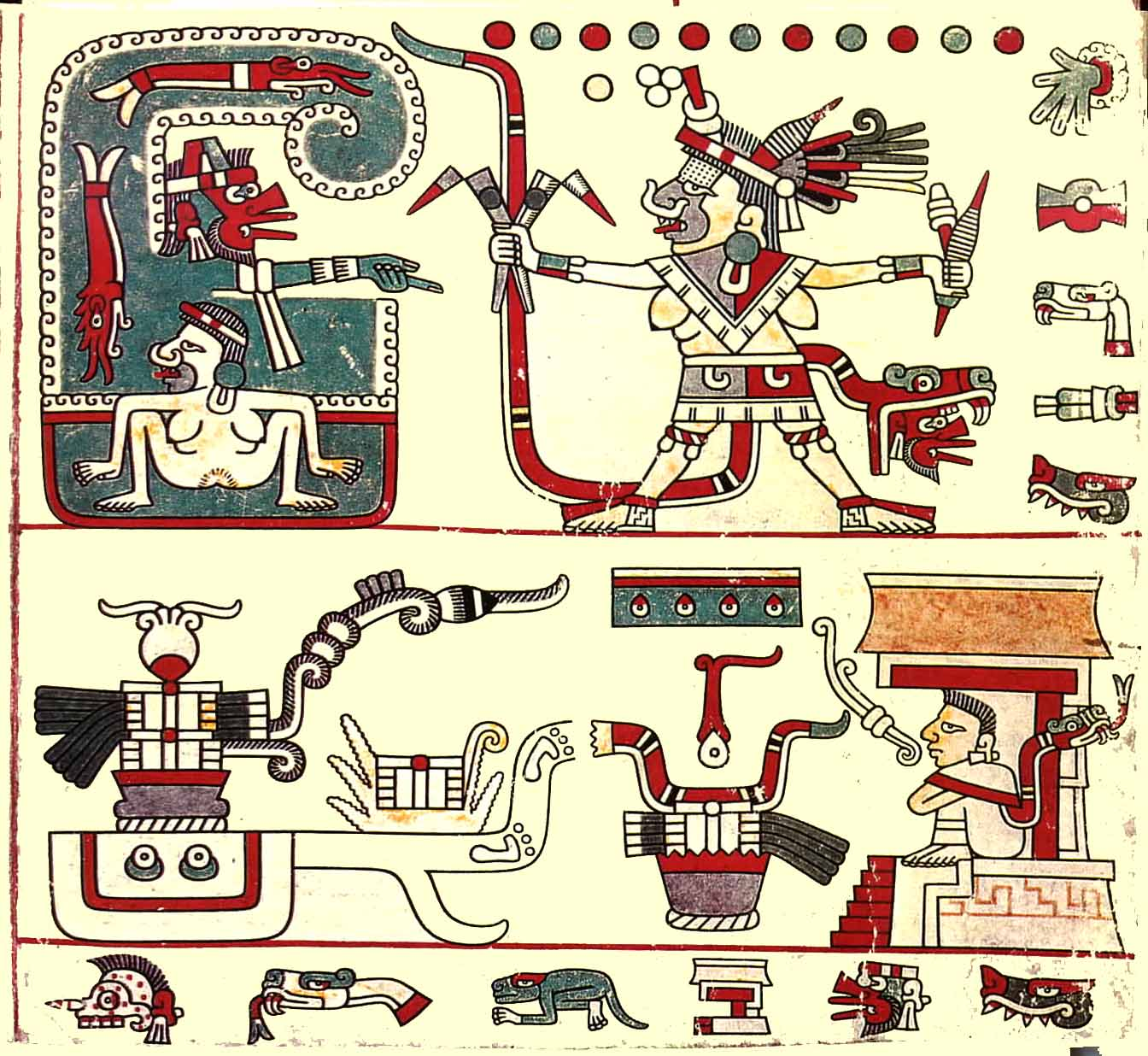
Chimalma, représentée ici en haut à gauche sur le Codex Laud.

Chimalma or Chimalman dans la mythologie aztèque est la mère de Quetzalcóatl et la sœur de Coatlicue et Xochitlicue,, elle est la déesse de la fertilité.